# Spilochlamys conica
Spilochlamys conica är en snäckart som beskrevs av F. G. Thompson 1968. Spilochlamys conica ingår i släktet Spilochlamys och familjen tusensnäckor. Inga underarter finns listade i Catalogue of Life.